# 金盆镇
金盆镇，是中华人民共和国湖南省益阳市南县下辖的一个行政建制镇，前身是金盆农场。
最早可追溯至1952年，湖南省公安厅在大通湖农场辖区内创办的劳改农场，农场位于增福垸。1958年，劳改农场撤走，增社垸等垸由南县直辖，不久划入大通湖农场。1962年，中共湖南省委批准，将大通湖农场分为三个农场，即大通湖、北洲子、金盆，均为省管国营农场。原大通湖农场的增福垸、南京湖、有成垸、玉成垸、四季红等区域划归金盆农场。1969年，撤消湖南省农垦局。1970年元月，大通湖、金盆等农场改属益阳地区农场管理局，行政级别降为副县处级。1978年，湖南省农场管理局成立。原省属农场受省政府、地方政府双重领导。1986年，与原省属国营农场一起恢复县（处）级建制。2000年，益阳将大通湖、北洲子、金盆、千山红等国营农场改为镇，设立大通湖管理区。

## 行政区划
金盆镇下辖以下地区：
金桥社区、金鹿社区、格子湖村、大东口村、兴旺村、香稻村、增福村、南京湖村、友谊村、西湖浃村、金福村、王家坝村、腾飞村、东堤村、有成村、庆成村和玉成村。